# Topolovo (distrikt i Bulgarien, Chaskovo)
Topolovo (bulgariska: Тополово) är ett distrikt i Bulgarien.   Det ligger i kommunen obsjtina Madzjarovo och regionen Chaskovo, i den södra delen av landet, 230 km sydost om huvudstaden Sofia.
Trakten runt Topolovo består till största delen av jordbruksmark. Runt Topolovo är det glesbefolkat, med 9 invånare per kvadratkilometer.